# 替奈普酶
替奈普酶（英語:Tenecteplase，TNK）是一種組織纖維溶酶原活化劑（tissue plasminogen activator，tPA），常用作血栓溶解劑，經由特定的哺乳動物細胞（例如中國天竺鼠卵細胞），利用重組DNA技術即可製造而成。
替奈普酶為一帶有527個胺基酸的醣蛋白，藉由修飾一般人類的tPA而活化，包括用一天門冬醯胺取代103號位子的蘇胺酸，以及用一穀氨醯胺取代117號位子的天門冬醯胺，此兩種修飾皆發生於三环域（kringle 1 domain），而在第296到299號位子的四個丙胺酸取代則發生於蛋白酶域。
替奈普酶會鍵結血栓（血凝塊）的纖維蛋白成分，以及選擇性地將纖維溶酶原轉為纖維溶酶，從而降解血栓的纖維蛋白。相比於一般的tPA，替奈普酶對纖維蛋白有較高的專一性，且其活性可被一內生的抑制劑（PAI-1）所抑制。

## 相关研究
澳洲紐卡斯頓大學的研究人員宣稱，使用此一常見藥物，在治療中風患者上會有一個顯著的突破，他們將這份研究結果發表在《新英格蘭醫學雜誌》。
初步結果顯示，替奈普酶有助於中風患者。在這為期三年的研究中，總共測試了75位中風患者，使用這些藥物後，他們的病情有了明顯的改善，但在這藥物被廣泛使用前，仍需要經過許多的測試。